# Strohauser Sieltief
Das Strohauser Sieltief ist ein Wasserlauf im niedersächsischen Landkreis Wesermarsch. Es handelt sich um ein Tief, das der Entwässerung des überwiegend moorigen Gebietes dient.

## Geschichte
Die erste urkundliche Erwähnung des Siels war vermutlich 1417, sie ist unsicher. Im Jahr 1658 bestand es jedoch mit Sicherheit, wurde mehrfach erneuert und schließlich im Jahr 1773 zu einem steinernen Siel ausgebaut. Im Außensiel entwickelte sich im 19. Jahrhundert ein Hafen mit Kaje. Hier wurden Korn, Torf, Ziegel anderes Stückgut umgeschlagen. Das Strohauser Sieltief findet sich bereits auf der Oldenburger Vogteikarte von 1790. In den 1970er Jahren wurde das Strohauser Sieltief zwischen Schwei und Rodenkirchen auf die ehemalige Trasse der aufgegebenen Bahnstrecke Varel–Rodenkirchen gelegt.

## Verlauf
Der etwa zehn Kilometer lange Wasserlauf fließt in der Gemeinde Stadland. Er entsteht an einem Siel, westlich bei Schwei gelegen, aus dem Süderschweier Pumpgraben, dem Streichender Graben und weiteren Gräben. Das Strohauser Sieltief fließt in östlicher Richtung südlich an Schwei vorbei und durchquert später Rodenkirchen am namensgebenden Ortsteil Strohausen. Hier mündet es vor der Flussinsel Strohauser Plate in die Schweiburg und diese wiederum als linker Nebenfluss in die Weser.